# Bêtatron

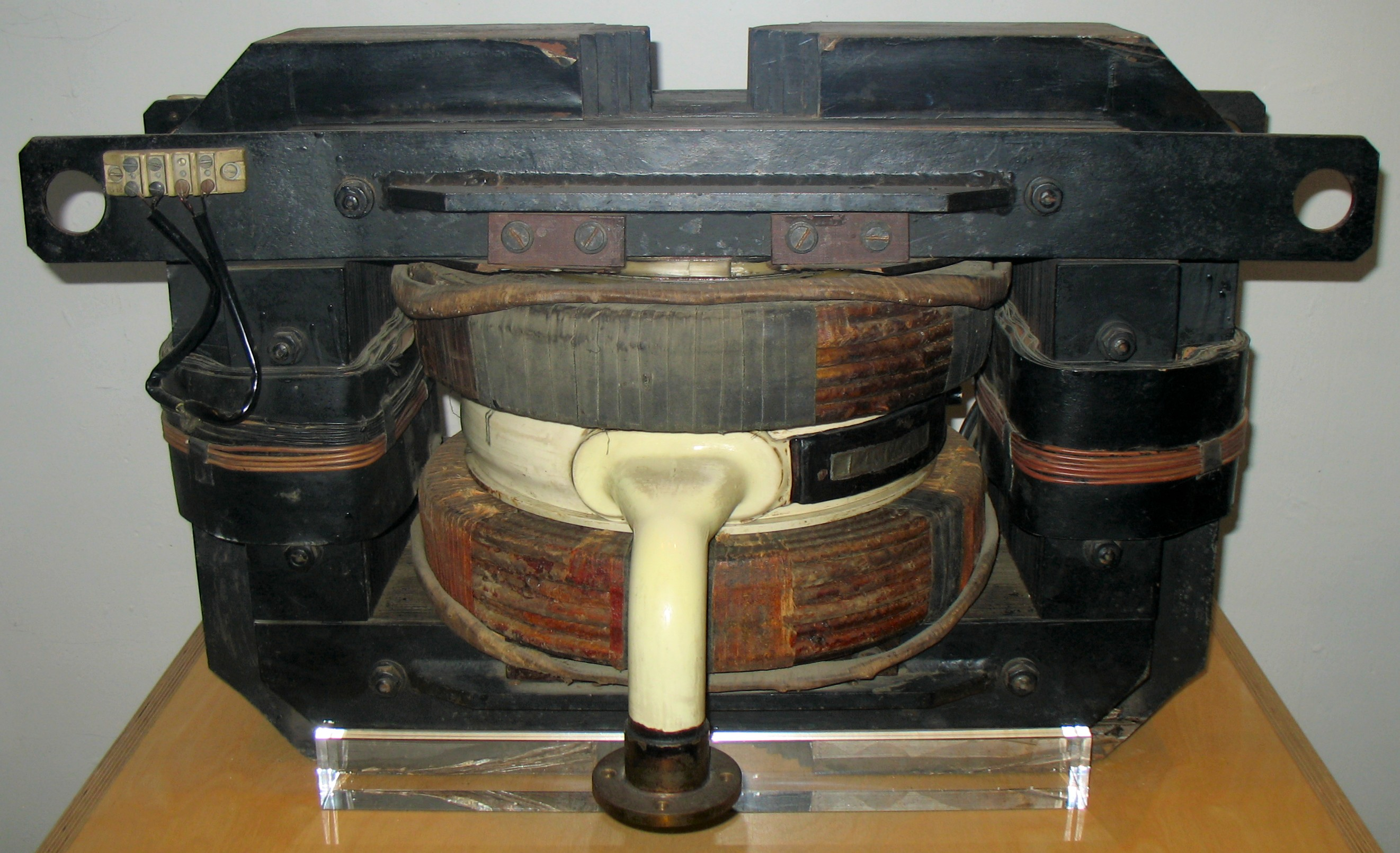
Un bêtatron de 6 MeV (1942)

Le bêtatron est un cyclotron pour accélérer les électrons inventé par Rolf Widerøe en 1928, développé par Max Steenbeck en 1935 puis par Donald Kerst à l'université d'Illinois à Urbana en 1940. On utilise aujourd'hui le synchrotron pour ce rôle.